# Wharncliffe Range
Wharncliffe Range är ett berg i Kanada som ligger i Strathcona Regional District och provinsen British Columbia, i den sydvästra delen av landet, 3 700 km väster om huvudstaden Ottawa. Toppen på Wharncliffe Range är 281 meter över havet, eller 220 meter över den omgivande terrängen. Bredden vid basen är 3,0 km.
Terrängen runt Wharncliffe Range är varierad. Trakten runt Wharncliffe Range är nära nog obefolkad, med mindre än två invånare per kvadratkilometer.. Närmaste större samhälle är Sayward, 19,9 km sydväst om Wharncliffe Range. 
I omgivningarna runt Wharncliffe Range växer i huvudsak barrskog.